# Regina Elsner
Regina Theresia Elsner (* 1979 in Forst/Lausitz) ist eine deutsche römisch-katholische Theologin und Professorin für Ostkirchenkunde und Ökumenik am Ökumenischen Institut (Abt. II) der Katholisch-Theologischen Fakultät der Universität Münster. 

## Leben
Elsner studierte von 1999 bis 2005 Katholische Theologie an der Freien Universität Berlin und der Universität Münster. Ihr Studium in Münster schloss sie 2005 mit einer Diplomarbeit zum Thema „Von der Berufung der Kirche in der Gesellschaft“. Die Positionierung der Russischen Orthodoxen Kirche in der Gesellschaft Russlands nach dem Ende der Sowjetunion ab. Nach ihrem Studium folgte von Oktober 2006 bis Februar 2010 eine Tätigkeit im Entwicklungsdienst der AGIAMONDO (bis 2019 AGEH) als Projektkoordinatorin für die Caritas Russland am Standort St. Petersburg. Daran schloss sich bis Frühjahr 2014 eine Beschäftigung als Wissenschaftliche Mitarbeiterin am Ökumenischen Institut der Universität Münster, seinerzeit unter Thomas Bremer, und der LMU München angesiedelten Projektverbund Kompetenznetz Institutionen und institutioneller Wandel im Postsozialismus (KomPost) an. 
Von März bis Oktober 2014 war Elsner als Wissenschaftliche Referentin im Abgeordnetenbüro von Katrin Göring-Eckhardt (MdB), angebunden an das Vorstandsbüro der Bundestagsfraktion Bündnis 90/Die Grünen, beschäftigt.
Von Ende 2016 bis April 2017 arbeitete Elsner als Wissenschaftliche Mitarbeiterin im Projekt Orthodoxie als Machtressource der russischen Innen- und Außenpolitik ZOiS. Während dieser Zeit wurde Elsner zur Doktorin der Theologie mit einer Dissertation (abgeschlossen im Feb. 2017) zum Thema Herausforderung Moderne. Die Russische Orthodoxe Kirche im Spannungsfeld zwischen Einheit und Vielfalt: Historische Wegmarken und theologische Optionen. promoviert. Nach ihrer Promotion blieb Elsner dem ZOiS bis März 2023 als Wissenschaftliche Mitarbeiterin verbunden. Noch im Dezember 2022 erhielt sie einen Ruf auf die Professur für Ostkirchenkunde und Ökumenik an der Katholisch-Theologischen Fakultät der Universität Münster. Diese nahm sie zwischen April und Dezember 2023 zunächst vertretend wahr, bis sie sie zum Januar 2024 hin vollständig übernahm. Ihre Antrittsvorlesung mit dem Titel Das ist (nicht) unser Krieg – Denkanstöße für eine (Neu)Verortung der Ökumenischen Theologie nach Russlands Angriff auf die Ukraine hielt sie am 4. Juni 2025.
Ihre Forschungsschwerpunkte liegen auf der Orthodoxie in Osteuropa, der orthodoxen Sozialethik, mit besonderem Fokus auf Friedensethik und Genderdiskursen, weiter dem Verhältnis von Kirche und Zivilgesellschaft in Russland, der Ukraine und Belarus sowie den ökumenischen Beziehungen und ökumenischen Versöhnungsprozessen.

## Mitgliedschaften
- Bischöfliche Kommission Justitia et Pax
- AG Christliche Sozialethik Arbeitsgemeinschaft der Sozialethikerinnen und Sozialethiker des deutschsprachigen Raumes
- Scientific Board des Centre for Ecumenical Studies der Ilia State University Tbilisi
- Redaktionsmitglied der Zeitschrift Ost-West Europäische Perspektiven
- Beraterin der Ökumenekommission der Deutschen Bischofskonferenz
- Arbeitsgruppe Kirchen des Ostens der Deutschen Bischofskonferenz
- Pro Oriente Steering Committee for the Orthodox-Catholic Dialogue
- Forum internationaler Studierender e.V., Münster (2011–2013 Vorstandsmitglied)
- Deutsche Gesellschaft für Osteuropakunde e.V. (DGO), seit 2018 Co-Sprecherin der Fachgruppe Religion, seit 2024 Co-Leiterin der DGO Zweigstelle Münster
- AGENDA Forum katholischer Theologinnen e.V.
- European Society of Women in Theological Research (ESWTR) e.V.
- Gesellschaft für das Studium des Christlichen Ostens (GSCO) e.V.

## Schriften (Auswahl)
(Quelle: )

### Bücher
- Die Russische Orthodoxe Kirche vor der Herausforderung Moderne. Historische Wegmarken und theologische Optionen im Spannungsfeld zwischen Vielfalt und Einheit (= Das östliche Christentum 63). Würzburg 2018.
- The Russian Orthodox Church and Modernity. A Historical and Theological Investigation into Eastern Christianity between Unity and Plurality. Hannover 2021.

### Herausgeberschaften
- Anti-genderism in Eastern Europe: A Question of Religion? – Special Section. Religion and Gender 15/2 (2025).
- mit Jonas Hagedorn: Gefährdete Demokratien. Themenheft. Amos international 1/2025. Münster 2025.
- mit Thomas Németh: The War in Ukraine and the Religious Communities. Review of Ecumenical Studies 15/3.
- Людська гідність: Виклик і шлях. Збірник статей. (Hg.): Костянтин Сігов, Регіна Ельснер. Київ 2021.
- Достоинство человека: Вызов и путь. Сборник статей. (Hg.): Константин Сигов, Регина Эльснер. Киев 2021.